# Burleigh County
Burleigh County är ett administrativt område i delstaten North Dakota, USA, med 81 308 invånare. Den administrativa huvudorten (county seat) är Bismarck.

## Geografi
Enligt United States Census Bureau har countyt en total area på 4 320 km². 4 229 km² av den arean är land och 91 km² är vatten.

### Angränsande countyn
- Sheridan County - nord
- Kidder County - öst
- Emmons County - syd
- Morton County - sydväst
- Oliver County - väst
- McLean County - nordväst

### Orter
- Lincoln